# Iratxe
Cette page présente le prénom Iratxe ainsi que ses variantes.
Iratxe est un prénom féminin basque.
Iratxe est un nom de lieu en Navarre où est construit le monastère d'Irache sur le territoire de la commune d'Ayegui ».

## Iratxo
Iratxo (iratxoak au pluriel basque) sont des lutins dans la mythologie basque. Son nom est directement associé à la fougère (iratze). De nos jours il est utilisé, comme dans beaucoup d'autres cas, en guise de prénom masculin bien qu'il ne soit pas très répandu. Il semble qu'on le confonde avec la version féminine, Iratxe ou Iratze, bien qu'étymologiquement il n'ait rien à voir.

## Prénom
- Pour l'ensemble des articles sur les personnes portant ce prénom, consulter :
  - la liste des articles dont le titre commence par ce prénom
  - les listes produites par Wikidata : Liste des personnes de prénom « Iratxe » — même liste en incluant les éventuels prénoms composés qui contiennent « Iratxe ».